# Pays inondé de Beveland-du-Sud
Le pays inondé de Beveland-du-Sud (en néerlandais Verdronken Land van Zuid-Beveland) correspond à la partie orientale historique de l'ancienne île de Beveland-du-Sud, qui fait aujourd'hui partie de l'Escaut oriental.

## Histoire
Lors de l'inondation de la Saint-Félix en 1530, la Zélande et la Flandre furent gravement touchées. La région à l'est d'Yerseke, Oost-Watering, fut complètement inondée. Dans cette zone se trouvaient 18 villages et la ville de Reimerswaal. L'inondation signifia la fin définitive des villages, et le début de la fin pour Reimerswaal. Seule une partie plus élevée de la ville fut conservée lors du raz-de-marée. Aucune tentative de récupération des terres sur la mer ne fut fructueuse : la région resta inondée.

## Source
- (nl) Cet article est partiellement ou en totalité issu de l’article de Wikipédia en néerlandais intitulé « Verdronken Land van Zuid-Beveland » (voir la liste des auteurs).